# Pichação

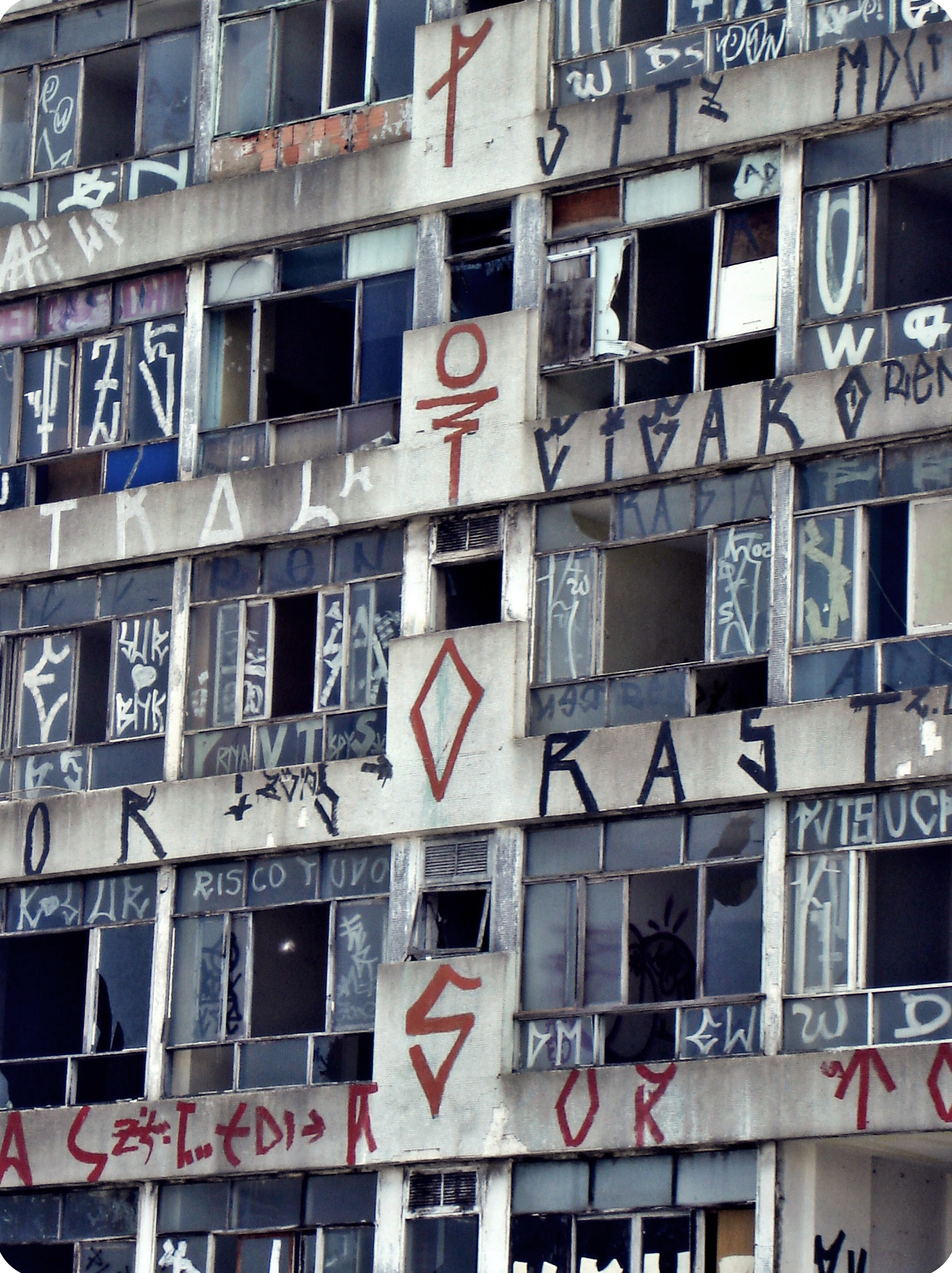
Tipikus São Pauló-i pichação

A pichação (szó szerinti jelentése szurok-írás) Brazíliára, ott is különösen a délkeleti nagyvárosokra (elsősorban São Paulóra) jellemző falfirka-stílus. Brazíliában megkülönböztetik a graffitit és a pichaçãót: míg graffitinek a művészi igényű alkotásokat nevezik, addig a pichação esztétikai érték nélküli vandalizmus, melyet a társadalom és a hatóságok is elítélnek. Leggyakoribb formája a kriptikus stílusban (a régi metálalbumok borítóira jellemző betűkkel) írt szöveg, mely gyakran politikai tartalmú vagy vulgáris.

## Története
Politikai és vulgáris témájú falfirkákra már az ókorban is volt példa, például a Pompeii épületeire írt szitkozódások és propaganda. A középkorban a szerzetesek egymás kolostorainak falait firkálták össze lejárató szövegekkel.
Brazíliában – akár a világ sok más részén – a falfirkálás az 1950-es években, a festékszóró sprayek megjelenésével terjedt el. A brazil katonai diktatúra (1964–1984) idején visszaszorult, azonban az 1980-as évek végétől ismét virágzik.

## Jellemzői
A pichação betűi az 1980-as évek metálalbumainak borítóira jellemző írásra hasonlítanak. Bár minden pichadornak megvan a maga stílusa, a szignók vizuális hasonlóságot mutatnak egymással (ellentétben például az észak-amerikai kézjegyektől). Kedvelt célpontok a falak, épületek. 2010-ben a Megváltó Krisztus szobrát is összefirkálták.